# Centro Olímpico de BMX

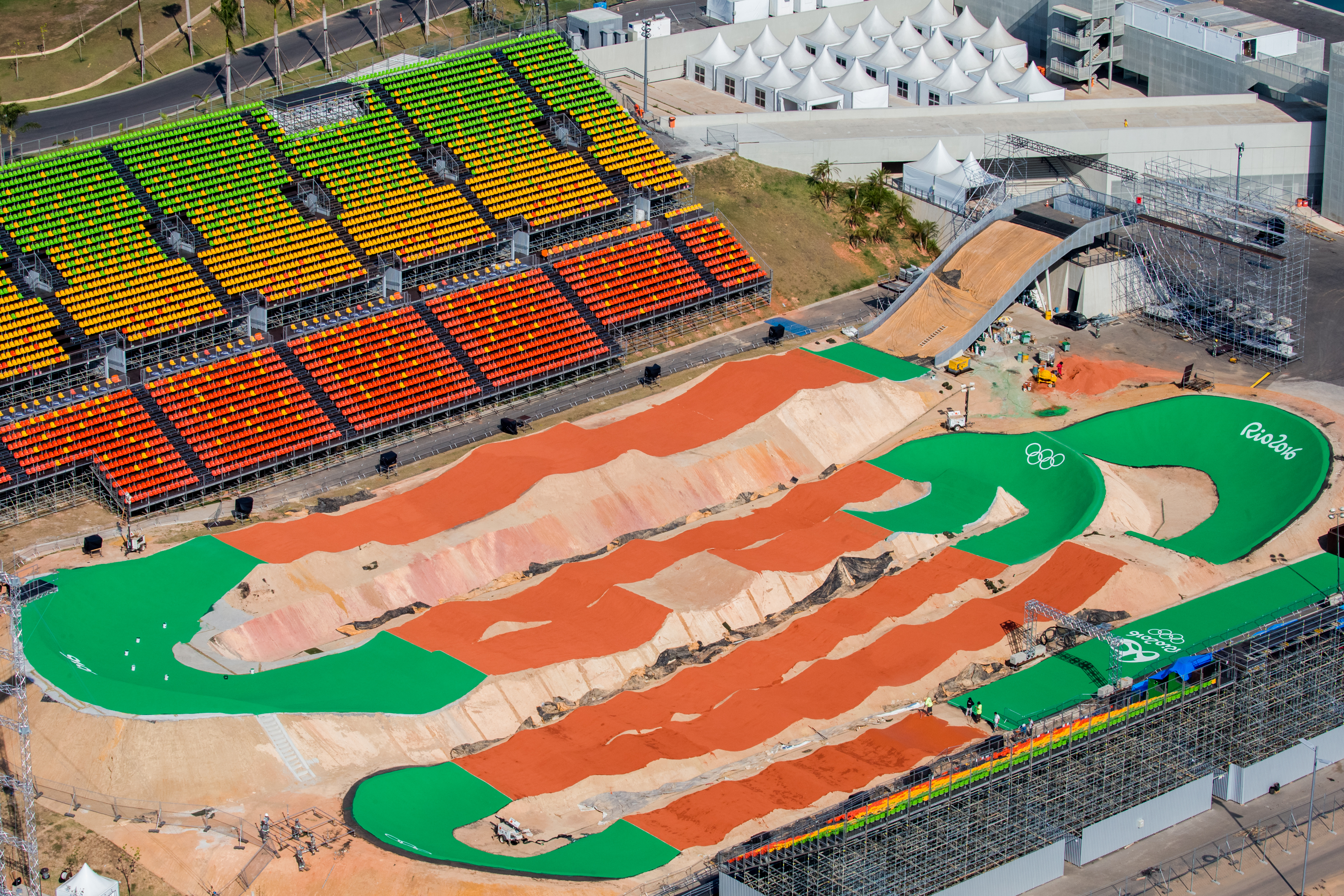
Olímpico de BMX Centro

Centro Olímpico de BMX é um centro de ciclismo construído para as competições de BMX das Jogos Olímpicos de Verão de 2016 no Parque Olímpico de Deodoro, no Rio de Janeiro, Brasil. Em uma área de cerca de 4.000 m² no Parque Radical, foi estabelecido o percurso de terra de aproximadamente 400m de extensão, repleto de rampas e curvas acentuadas para as provas de ciclismo BMX.

Embora a pista tenha sido construída como uma estrutura permanente, as instalações de apoio, como arquibancadas e áreas de treino, foram planejadas para serem temporárias. O evento teste dessa modalidade ocorreu em outubro de 2015, e houve algumas reclamações sobre o clima quente e seco. Em agosto, esperava-se que a temperatura fosse mais amena.